# Smiřická rovina
Smiřická rovina je geomorfologický okrsek v severovýchodní části Pardubické kotliny, ležící v okresech Náchod a Hradec Králové v Královéhradeckém kraji a v okrese Pardubice v Pardubickém kraji.

## Poloha a sídla
Území okrsku se nachází na pravém břehu Labe zhruba mezi sídly Jaroměř (na severu), Srch (na jihu), Stěžery (na západě) a nivou Labe na východě. Uvnitř okrsku leží
větší obce Opatovice nad Labem a Čeperka, částečně titulní obec Smiřice, obec Předměřice nad Labem a krajské město Hradec Králové.

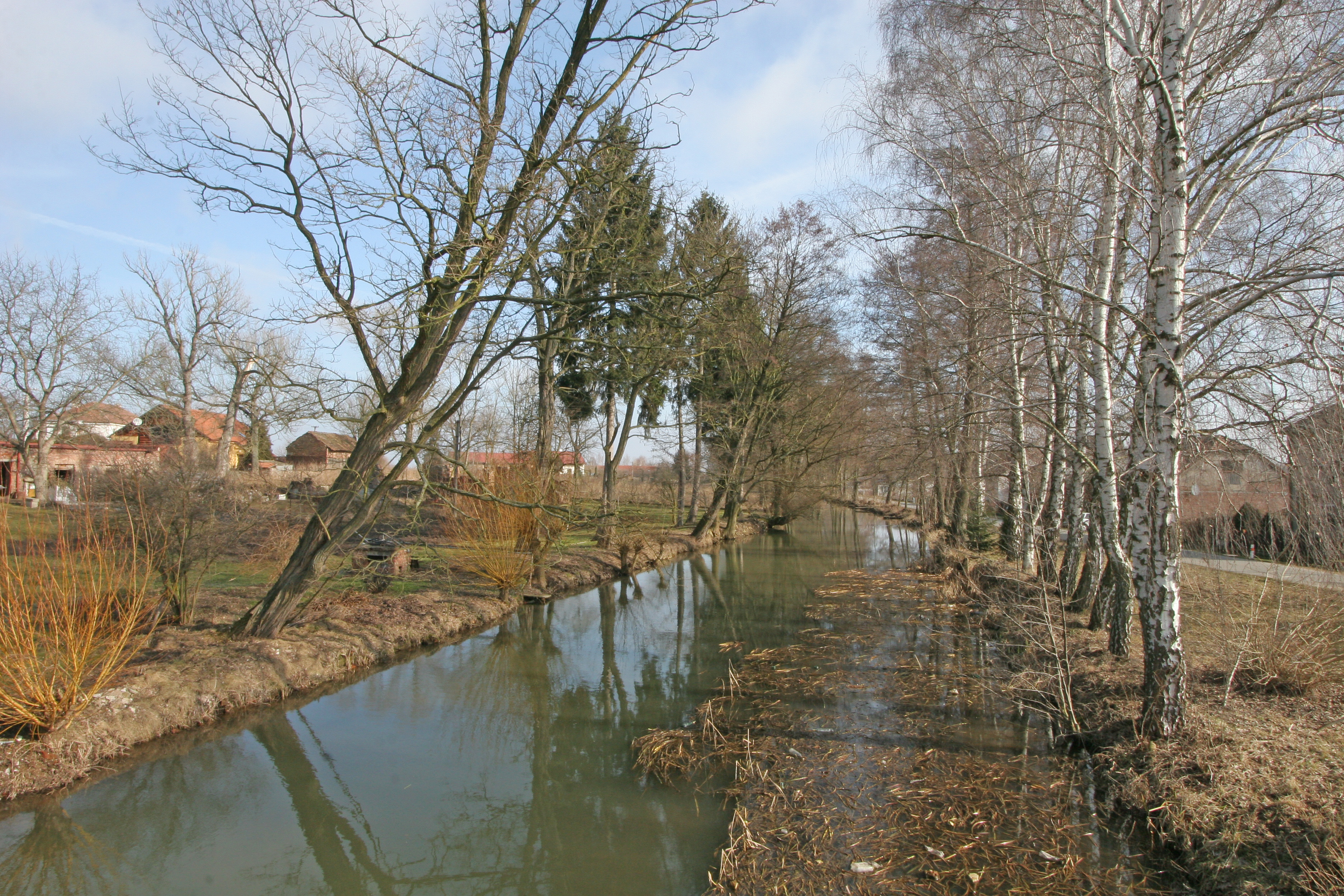
Opatovický kanál v Podůlšanech

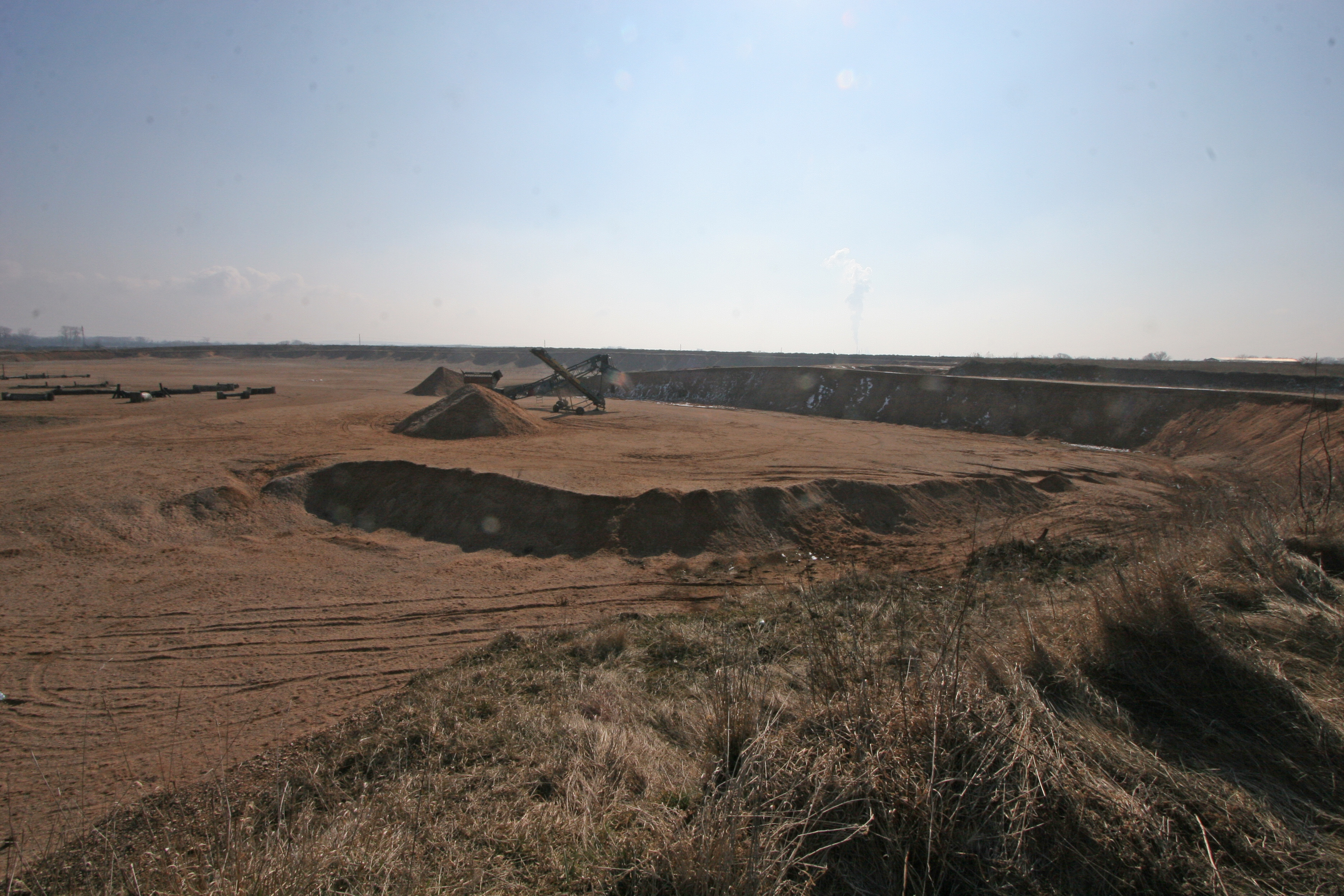
Pískovna Praskačka

## Geomorfologické členění
Okrsek Smiřická rovina (dle značení Jaromíra Demka VIC–1C–1) náleží do celku Východolabská tabule a podcelku Pardubická kotlina. Podrobnější členění Balatky a Kalvody okrsek Smiřická rovina nezná, uvádí pouze 5 jiných okrsků Pardubické kotliny (Královéhradecká kotlina, Kunětická kotlina, Přeloučská kotlina, Dašická kotlina a Holická tabule).
Rovina sousedí s dalšími okrsky Východolabské tabule: Východolabská niva na východě, Kunětická kotlina na jihu, Dobřenická plošina, Urbanická brána, Libčanská plošina na západě a Velichovecká tabule na severozápadě.

## Významné vrcholy
Nejvyšším bodem Smiřické roviny je Na Svatém (265 m n. m.)
| název vrcholu | výška (m n. m.) | podřazená jednotka |
| ------------- | --------------- | ------------------ |
| Na Svatém     | 265             | -                  |
| Praskačka     | 241             | -                  |
| Cháby         | 228             | -                  |